# Ҷ
Das Ҷ (kleingeschrieben ҷ) ist ein Buchstabe des kyrillischen Alphabets, bestehend aus einemЧ mit Abstrich rechts unten. Die Aussprache ist je nach Sprache verschieden. Im Abchasischen repräsentiert es eine stimmlose postalveolare ejektive Affrikate /⁠t͡ʃʼ⁠/. Im Tadschikischen steht es für das deutsche dsch, eine stimmhafte postalveolare Affrikate /⁠d͡ʒ⁠/.

## Zeichenkodierung
| Standard  | Standard    | Majuskel Ҷ                                 | Minuskel ҷ                               |
| --------- | ----------- | ------------------------------------------ | ---------------------------------------- |
| Unicode   | Codepoint   | U+04B6                                     | U+04B7                                   |
| Unicode   | Name        | CYRILLIC CAPITAL LETTER CHE WITH DESCENDER | CYRILLIC SMALL LETTER CHE WITH DESCENDER |
| UTF-8     | UTF-8       | D2 B6                                      | D2 B7                                    |
| XML/XHTML | dezimal     | &#1206;                                    | &#1207;                                  |
| XML/XHTML | hexadezimal | &#x04B6;                                   | &#x04B7;                                 |